# Парк природе Русанда
Парк природе Русанда се налази у близини Зрењанина и Новог Бечеја. У оквиру бањског комплекса налази се велики парк, једина шумолика површина у средњем Банату. Русанда је битна селидбена станица и место гнежђења птица. До сада је овде забележено 220 врста птица, од којих су 85 врста птице гнездарице. Ту се може у неким периодима године видети око 2/3 врста птица које уопште живе на подручју Србије. Због тога у бањи често бораве представници друштва за заштиту и посматрање птица Србије, на челу са Миланом Ружићем. Такође долазе љубитељи птица и орнитолози и сате и сате проводе посматрајући и фотографишући праве лепотице. Неке од фотографија птица из русандскаог парка посетилац или корисник Бање може да види у чекаоници СБ.
Парк природе Русанда простире се на подручју општина Нови Бечеј и Зрењанин. Специјална болница за рехабилитацију „Русанда“ Меленци је постављена за управљача истименог заштићеног парка природе. То је отворило нова врата за заштиту ове банатске оазе.
Одлуком Покрајинске владе, а на предлог Покрајинског завода за заштиту природе, од 3. јула 2014. године највеће заслањено језеро у Србији, Русанда у Меленцима и његова непосредна околина, која обухвата 1.160 хектара са режимом заштите другог степена на 398 хектара и трећег степена на 762 хектара, проглашено је за заштићено подручје друге категорије од великог регионалног значаја.
Очување Парка природе Управљач спроводи по саветима др Слободана Пузовића, Покрајинског секретара за урбанизам, градитељство и заштиту животне средине и његових сарадника, као и Покрајинског завода за заштиту природе. Душа заштите природе у подручју Русанде је Весна Кицошев.

## Значај
Парк природе „Русанда“ проглашен је заштићеним подручјем Покрајинском уредбом о проглашењу Парка природе „Русанда“ ("Сл. лист АП Војводине", бр. 27/14). Према националној категоризацији спада у природна добра од великог значаја (II категорија), а у складу са класификацијом Светске уније за заштиту природе (IUCN) спада у IV категорију (Подручје управљања стаништима и врстама). Парк природе „Русанда“ има велики значај у заштити природе на нивоу Европске уније, због постојања станишних типова који представљају потенцијална централна подручја Natura 2000 еколошке мреже.
Значај Парка природе „Русанда“ огледа се у постојању репрезентативних очуваних станишта приоритетних за заштиту на националном и међународном нивоу, на којима је утврђен велики диверзитет биљних и животињских врста. На овом простору егзистирају бројне заштићене и строго заштићене дивље врсте, међу којима су карактеристичне биљке (Bassiasedoides, Salicorniaeuropaea, Salsolasoda, Scillaautumnalis, Suaedapannonica), птице (Himantopushimantopus, Recurvirostraavosetta), сисари (Spermophiluscitellus), слатински рачићи (Branchynectaferox, Branchinectaorientalis, Eolepthesteriaspinosa, Heterocyprisvitrea, Imnadiabanatica, Lymnocythereinopinata) и др. На основу Правилника о критеријумима за издвајање типова станишта, о типовима станишта, осетљивим, угроженим, ретким и за заштиту приоритетним типовима станишта и о мерама заштите за њихово очување („Сл. гласник РС“, бр. 35/10), у значајна станишта спадају: слане травне формације на солончаку (национални код: C6.11), панонске слатине (C6.12) и панонске слане степе и утрине (C6.13), EUNIS класификација: Е6.21. Подручје у потпуности репрезентује станиште „панонске слане степе и слане мочваре“ које су представљале један од доминантних типова исконске вегетације Војводине. Према регулативи ЕУ вредноване су (под ознаком: 1530) као приоритетна станишта за заштиту у Панонско биогеографском региону и налазе се у Анексу I Директиве о очувању природних станишта и дивље фауне и флоре (CouncilDirective 92/43/EEC). Наведени Анекс обухвата типове природних станишта од интереса за Заједницу, чија заштита захтева проглашавање Посебних подручја за очување станишта и врста – Special Areas of Conservation.

### Подручје „Окањ бара и Русанда“
- издвојено је Уредбом о еколошкој мрежи („Сл. гласник РС“, бр. 102/10) као једно од централних подручја националне еколошке мреже (под ред. бр. 9. „Окањ и Русанда“)
- има верификован међународни статус значајан за биљке (IPA) под називом Средњи Банат I (део: Окањ, Русанда), а међународни статус значајан за птице (IBA) за подручје Окањ и Русанда је RS0101IBA
- идентификовано је као једно од прелиминарних подручја SPA– SpecialProtected Areas, са укупно 31 номинованом врстом: 17 миграторних и 14 са Анекса I Директиве о очувању дивљих птица (Directive 2009/147/EC).